# Kostel svatého Havla (Dolní Újezd)
Kostel svatého Havla nebo chrám Páně svatého Havla je římskokatolický chrám v obci Dolní Újezd v okrese Přerov. Je farním kostelem farnosti Dolní Újezd u Lipníka nad Bečvou.

## Historie
Dolní Újezd patřil od svého založení do roku 1787 k osecké farnosti pod lipenský děkanát. Původně zde stála pouze malá zvonička se zvonem, sloužící ke svolávání obyvatel, zejména při požárech. První zmínka o zvonu pochází ze 70. let 18. století. Na mapách je zvonička zobrazena jako zděná, i když původně byla pravděpodobně dřevěná. V letech 1775-76 byl následně nákladem obce postaven původní kostel sv. Havla, který vysvětil osecký farář Jiří Benedikt Pinka. První mapová zmínka o něm pochází z roku 1778 a je zaznamenán i v katastrální mapě z roku 1835. Jeho zasvěcení sv. Havlovi opatu pravděpodobně vycházelo ze starší tradice, protože už v roce 1713 máme doloženou zmínku, že se v Dolním Újezdě konaly svatohavelské hody.

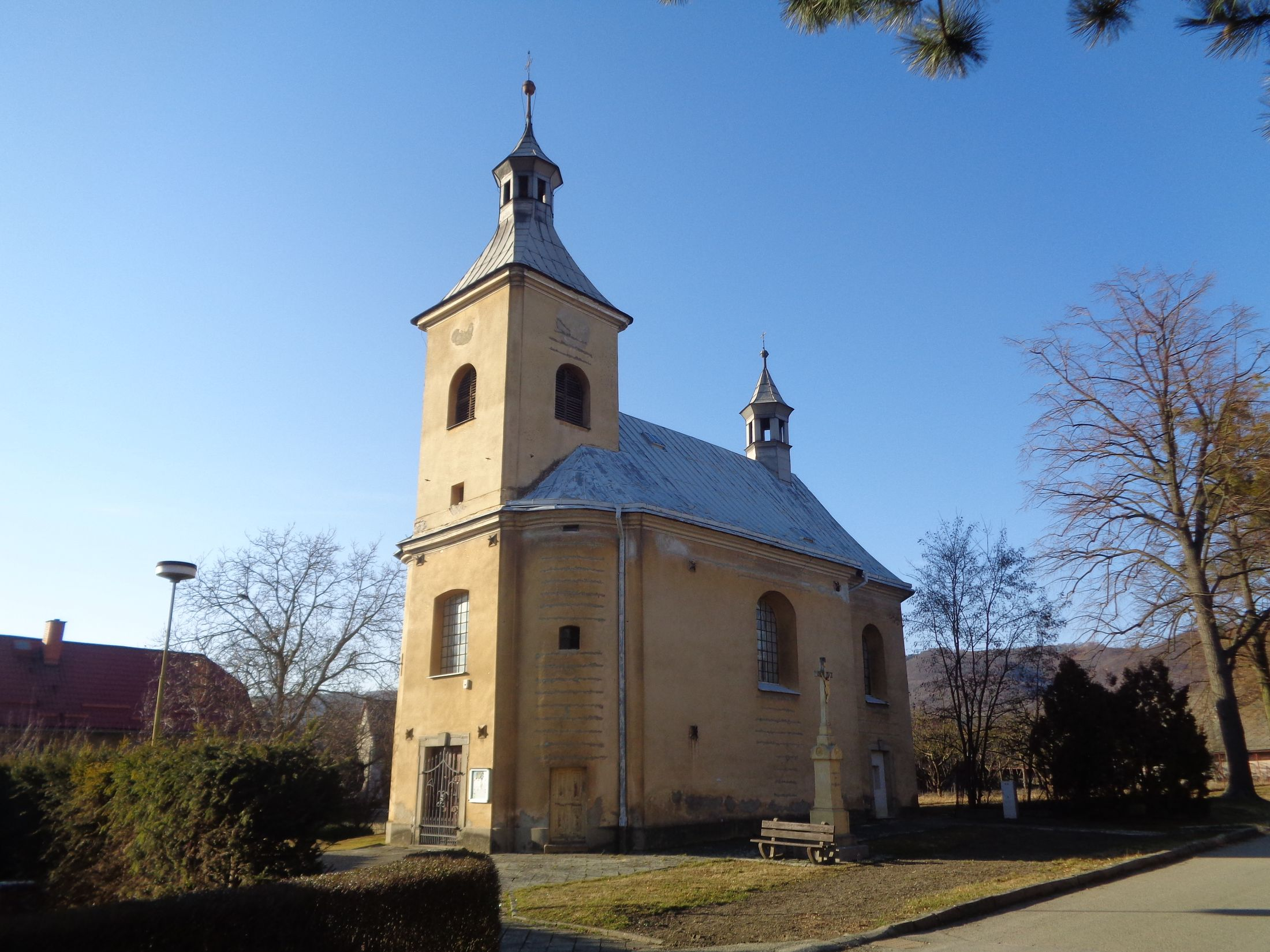
Pravděpodobný vzhled původního kostelíka sv. Havla, na obrázku kostel sv. Karla Boromejského v Loučce v Lipníku nad Bečvou z roku 1769

Vzhled kostela je popsán v inventáři, který v roce 1806 vyhotovil tehdejší lokální kaplan. Kostel byl kamenný, dlouhý 9 sáhů (cca 15,3 m), široký 5 sáhů (cca 8,5 m) a po vrchol zdí vysoký 4 sáhy (cca 6,8 m). Měl dvě věže velkou a malou, která se nacházela nad presbytářem. Obě měly plechové makovice a stejně jako kostel byly kryté šindelovou střechou. Strop v kostele i sakristii byl zděný, klenbový a podlahu pokrývaly cihly. Na pravé straně kostela byla tři okna, na levé dvě a vpředu bylo okno jedno. Věž měla okna tři a v sakristii bylo jedno malé zamřížované okénko. Před vstupními dveřmi do kostela byly vpravo dveře na věž, na kterou se šlo po dřevěném točitém schodišti. Kůr se nacházel v zadní části kostela a šlo se na něj po jednoduchém schodišti dvířky nalevo od vchodu. Vpředu kůr spočíval na oblouku, měl dřevěnou podlahu a modrou balustrádu, u které stál malý pozitiv, doložený již roku 1790. V kostele stálo celkem devět lavic.
Již v roce 1836 se plánovalo rozšíření nebo přestavba kostela, ale kvůli rostoucím cenám materiálů byla stavba opakovaně odkládána. V roce 1843 byl tehdejší kostelík v tak špatném stavu, že c. k. krajská komise vydala nařízení, že kostelík musí být pro svůj špatný stav policejně uzavřen. Pro bohoslužby byla postavena prozatímní dřevěná kaple 2 sáhy (cca 3,8 m) vysoká a široká a 2 a 1/2 sáhu (cca 4,7 m) dlouhá. Možná tato kaple byla příčinou tradovaného omylu, že původní kostel z roku 1776 byl dřevěný.

Základní kámen kostela sv. Havla z roku 1846

Roku 1846 padl konečný verdikt postavit nový kostel s tím, že prý oproti původním návrhům musí nová budova stát na místě starého kostela. 6. července se započalo s rozebíráním starého kostelíka, ale z důvodu konání polních prací byly demoliční práce hotovy až 13. srpna, ale již 1. září byly hotovy základy nového kostela a 10. září byl svěcen základní kámen, vsazený zvenku na jižní části kostela přibližně v rovině kněžiště. Starý kostelík ale nebyl rozebrán úplně, neboť ještě donedávna byly vidět zbytky jeho základů podél jižní zdi dnešního kostela a překryl je až nový chodník. Stavbu vedli mistři Karel Walla a Josef Žák. Kvůli podmáčenému podloží bylo nutné zatlouct 375 pilotů a položit roštovou konstrukci. Stavba se protáhla kvůli nedostatku financím a vysokým cenám materiálu. V roce 1849 bylo po mnohých pokusech dokončeno zaklenutí stavby, střecha byla pokryta břidlicí a věže oplechovány. Provizorní bohoslužby probíhaly v kostele již roku 1849, ale finální dokončení nastalo až v roce 1852. Slavnostní vysvěcení se konalo 17. října 1952 za účasti kněží z okolí. Svěcení provedl lipenský děkan P. Josef Mück, kázání pronesl viceděkan P. Josef Pátek.
I přes to, že se jednalo o novostavbu, se kostel brzy nevyhnul různým opravám. V roce 1854 to byla oprava střechy a okapů, které jednak zatékaly a jednak byly špatně vyspádovány. V roce 1863 praskla jedna kotva stahující zdivo, takže musela být vyměněna a přitom musela být opravena také zeď a klenba v místě prasknutí. Poté ještě pro kostel přišla pohroma v podobě požáru. Předchozí požáry v obci v letech 1787 a 1812 se tehdejšímu kostelíku vyhnuly, avšak požár z 11. června 1862, který navíc vznikl ve stavení hned vedle něj, již kostel zasáhl. Naštěstí se však podařilo až na střechu a zvony na věži vše uhasit včas. Následujícího roku byly odstraněny následky požáru stavitelem Žákem za 385 zlatých a zároveň byla zvýšena věžní makovice.

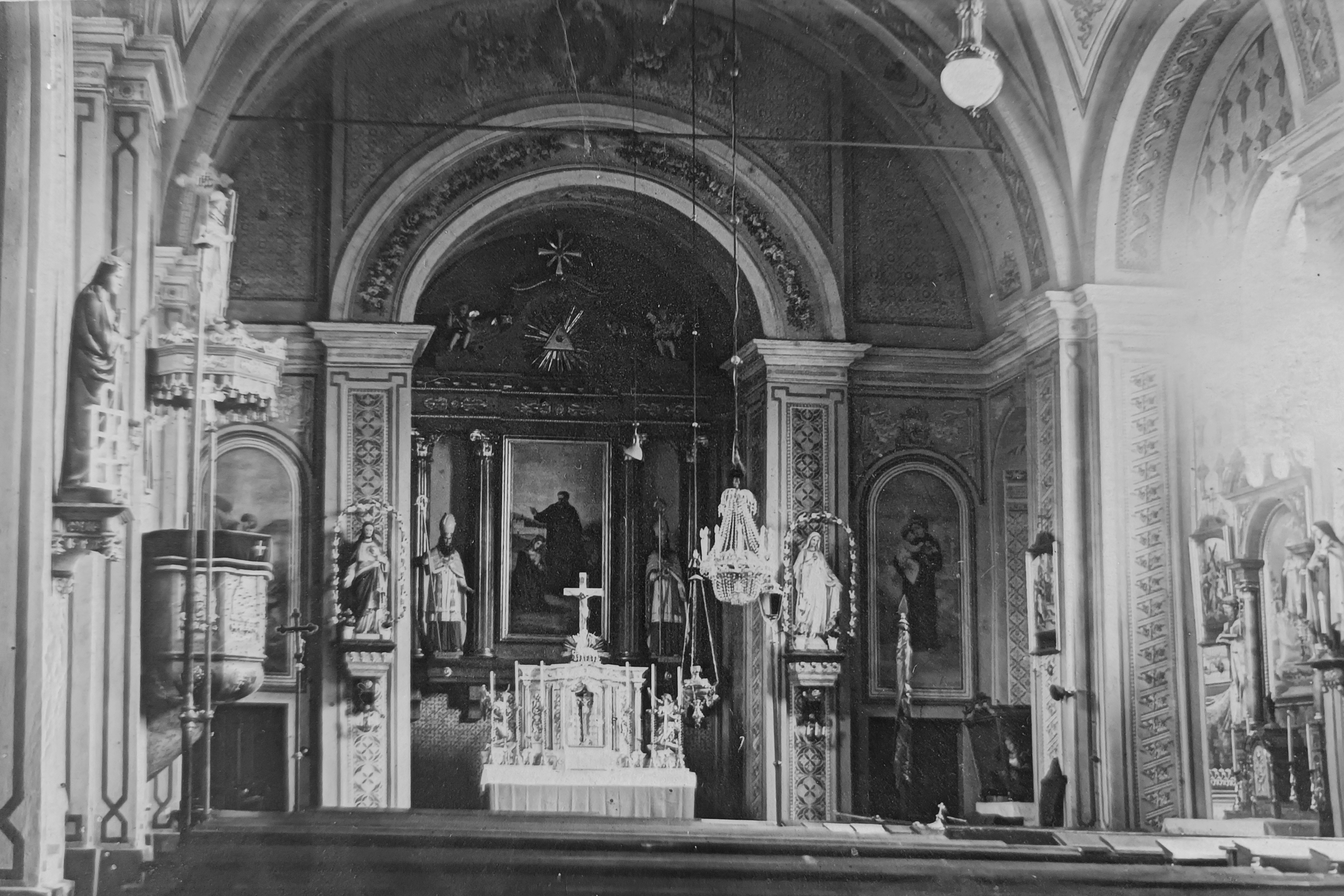
Historická výzdoba kostela sv. Havla v Dolním Újezdě (1930)

V kostele byly od roku 1853 varhany za 500 zlatých, které nahradily původní malý pozitiv ze starého kostelíka. Již v roce 1892 je však zmiňován jejich katastrofální stav, a tak byly roku 1897 pořízeny nové varhany od firmy Antonín Mölzer z Kutné Hory, které slouží dodnes. Dále roku 1871 byly opraveny omítky a proběhlo bílení celého kostela a v letech 1875 a 1877 oprava břidlicové střechy po vichřicích. V letech 1899-1901 byl kostel uvnitř zcela nově vymalován. Vznikly tři stropní malby, dvě nástěnné malby nad vchody vedle hlavního oltáře a malý obraz nad hlavním oltářem. Poté následovala kompletní výzdoba stěn malířem Františkem Sklenářem z Přerova olejovými a makovými barvami. Výzdoba měla být původně skromnější, ale farníci si vyprosili honosnější a sbírkou dali dohromady dostatečnou sumu 1000 zlatých. Zároveň byl vysvěcen a následně i umístěn nový oltářní obraz sv. Havla.

Jedinečný vyřezávaný betlém z roku 1955

Kvůli 1. světové válce byly i tomuto kostelu armádou zabaveny místní zvony, které byly shazovány z věže. Z původních zvonů zbyl jen nejmenší, který je v kostele uchován dodnes. Po válce se občané znovu složili a roku 1919 byly pořízeny zvony nové. Ty se, na rozdíl od mnohých ostatních zvonů, vyhnuli podobnému osudu i v 2. světové válce, a tak ve věži zvoní dodnes. V roce 1955 byl malý starý sádrový betlém z roku 1909 nahrazen novým velkým vyřezávaným betlémem, který vyřezával a postupně doplňoval místní rodák Augustin Štěpán, přičemž pozadí betlému a kolorování sošek provedl Vilém Prinke. Tento jedinečný a neobyčejný betlém slouží v kostele dodnes. Roku 1970 byl kostel kompletně vymalován akademickým malířem O. Husičkou, kdy byly z původní honosné výmalby zachovány pouze stropní malby, dvě nástěnné malby nad vchody vedle hlavního oltáře a papežské znaky nad okny. V roce 1988 byla na kostel pořízena nová krytina, která nahradila původní břidlici. Kostel byl také kvůli velkým prasklinám dvakrát stahován, poprvé v letech 1914-15, a podruhé v letech 1989-90, kdy byla zároveň nově opravena fasáda a nátěr celého kostela. Dále byl kostel v roce 2001 opět zevnitř vymalován a v roce 2006 opraven venkovní nátěr.

Interiér kostela sv. Havla v Dolním Újezdě

## Popis
Orientovaná budova kostela má obdélníkový půdorys s obdélníkovou nikou hlavního oltáře, obdélníkovou sakristií, dvěma místnostmi na východní straně a v západním průčelí se nachází čtvercová věž, jedna místnost a schodiště.
Kromě hlavního oltáře sv. Havla je v kostele dalších šest bočních oltářů, při vstupu do kostela po levé straně jsou oltáře čtyři (dříve evangelijní), jeden pod kůrem a tři pod okny:
- Oltář P. Marie Lurdské (pod kůrem)
- Oltář sv. Aloise
- Oltář P. Marie Růžencové
- Oltář sv. Anny se sv. Jáchymem a P. Marií

Po pravé straně jsou pod dvěma okny oltáře dva (dříve epištolní):
- Oltář sv. Markéty
- Oltář sv. Václava (dříve sv. Filomeny)

Pod třetím oknem se nachází dnes již nepoužívaný boční vchod do kostela. Pod kůrem se taktéž nachází původní socha P. Marie Svatohostýnské, která donedávna stála před kostelem a nahradila ji až její replika, a zpovědnice. Na kůru se nachází varhany od firmy Antonín Mölzer z Kutné Hory z roku 1897. Dále je na levé zdi také kazatelna.

## Pověsti a mýty
- Jedna ze známějších pověstí pojednává o původním kostelíku sv. Havla a jeho poloze na návsi. Dlouho se totiž vyprávělo, že původní kostelík nestával na místě dnešního kostela, ale kousek vedle přes cestu, resp. na místě dnešní autobusové zastávky a parku. Toto tvrzení měl potvrzovat malovaný obraz staré školy, která stála hned vedle kostela. Na něm je totiž vedle školy vyobrazen rybník a tím pádem tam kostelík nemohl stát. Přestože tam rybník někdy byl (což dokazuje i značně podmáčené podloží při stavbě nového kostela), nejspíše existoval ještě před původním kostelíkem, jelikož na císařských povinných otiscích stabilního katastru z roku 1830 je kostelík zakreslen na místě dnešního kostela. Toto potvrzuje i novější mapa stabilního katastru z roku 1878, kde je zakreslen i půdorys nového kostela, který původní kostelík plně překrývá.

- Další ze známých pověstí je tvrzení, že původní kostelík byl dřevěný. Toto tvrzení je nejspíše založeno na dřevěné kapli, vystavěné roku 1846 na návsi jako náhrada původního kostelíka, která představovala dočasné řešení pro místní farníky do doby, než se postaví kostel nový. Tato kaple nejspíše stála na místě dnešní autobusové zastávky a parku (kvůli této kapli nejspíše vznikla i pověst o poloze původního kostelíka sv. Havla). I v tomto případě se jedná o omyl, neboť vzhled původního kostelíka je popsán v inventáři, který v roce 1806 vyhotovil tehdejší lokální kaplan (viz Historie výše).

- Další méně známý mýtus pojednává o údajné záměně plánů nového kostela s neurčenou obcí ve Vojenském újezdě Libavá. Po důkladnějším pátrání historiků a archivářů se zjistilo, že je tato historka nepravdivá. K roku 1846 (rok započetí výstavby nového kostela) jsou totiž nejblíže jen dvě obce, konkrétně Čermná a Vojnovice, u kterých se však toho roku kostely pouze přestavovaly a rok postavení je u obou kostelů mnohem starší (kostel v Čermné byl vystavěn roku 1783, kostel ve Vojnovicích roku 1589).